# Antonín Kammel
Antonín Kammel, także Anton, Antoine lub Antonio Kamel, Kammell, Kamml, Khaml, Cammell (ochrzczony 21 kwietnia 1730 w Běleču, zm. około 1786–1787 przypuszczalnie w Londynie) – czeski kompozytor i skrzypek.

## Życiorys
W latach 1746–1751 kształcił się w kolegium pijarów w Slanach. Od 1751 do 1754 roku studiował filozofię na Uniwersytecie Praskim. Kształcił się również u Giuseppe Tartiniego w Padwie. Około 1764 roku osiadł w Londynie, gdzie występował wspólnie z Johannem Christianem Bachem i Carlem Friedrichem Ablem. Koncertował jako skrzypek i altowiolista. Komponował symfonie, koncerty skrzypcowe, kwartety smyczkowe, tria, duety i sonaty na skrzypce.
Jego twórczość reprezentuje wczesny klasycyzm. Komponował wyłącznie utwory instrumentalne, głównie przeznaczone na skrzypce.